# Mobiliseringen af Garderforeningen i Nordre Birk 5. Maj 1945
|  | Denne artikel er oprettet af botten Steenthbot ud fra en ekstern database. Den kan derfor have sproglige fejl eller mangler. Denne skabelon kan fjernes efter kontrol af indholdet. |

Mobiliseringen af Garderforeningen i Nordre Birk 5. Maj 1945 er en dansk dokumentarisk optagelse.

## Handling
Optagelser af:
Mobiliseringen af Garderforeningen ved den tyske kapitulation 5. maj 1945, Garderforeningen samles i Nordre Birk på Klampenborgvej, Gardere og frihedskæmpere, børneunderholdning, morgenkaffe, Kapt. Branner taler til mandskabet, Ankomst Amalienborg, en såret tysker, udrykning og ildkamp, en såret betjent køres bort, englændere ved Amalienborg, middagsmad, tyskerne forlader København, politi og frihedskæmpere, englændere på d'Angleterre, en dame besvimer, Kronprinsen og Kongen kører gennem byen, Dannebrog i FARVER.